# Feno

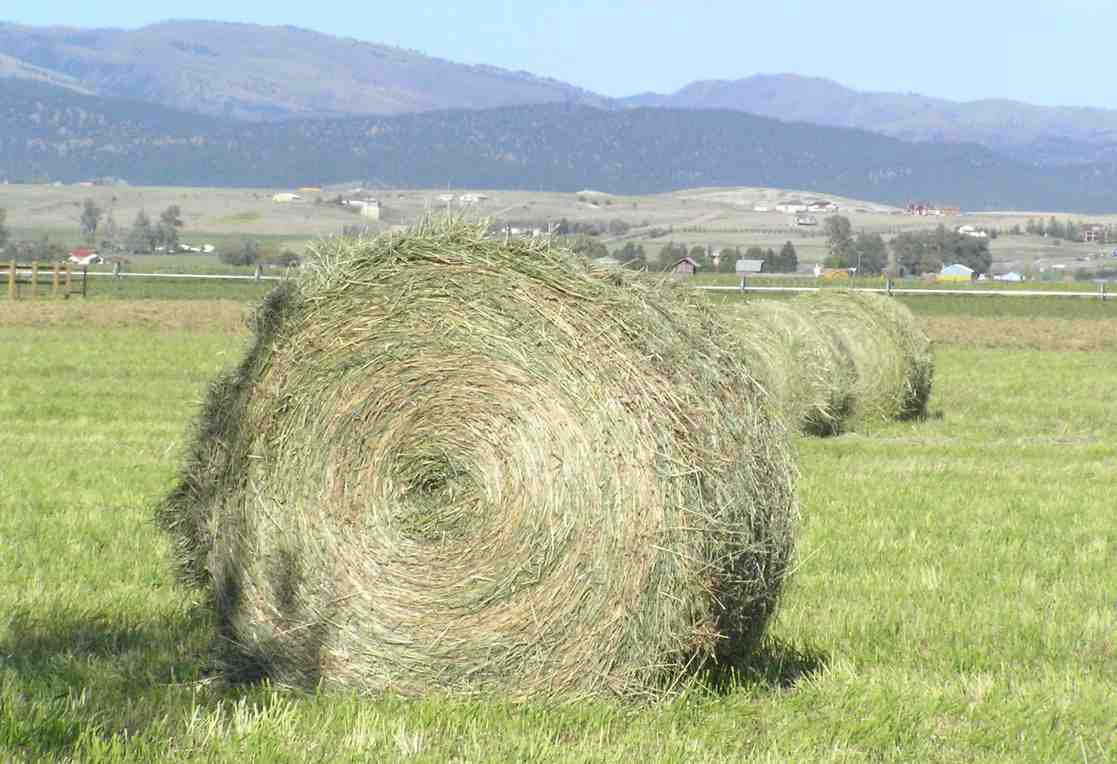
Feno

O feno é uma mistura de plantas ceifadas e secas, geralmente gramíneas e leguminosas, usada como forragem para o gado, mediante a desidratação que retira a água mas mantendo o valor nutritivo e permitindo sua armazenagem por muito tempo sem se estragar.
Em quantidades pequenas o feno pode ser feito manualmente utilizando ferramentas como alfanje, garfo, enfardadeira manual, ou ainda estocar a produção a granel.
Em larga escala existem implementos que mecanizam o processo de fenação possibilitando a obtenção de um produto de boa qualidade e de custo baixo. No Brasil utiliza-se para a desidratação somente a energia do sol e vento, sem necessidade de galpões ou máquinas secadoras.
Os melhores fenos são obtidos dos capins que têm mais folhas do que talos, tais como o jaraguá, pangola, quicuio, estrela, coast-cross, tifton 85 e rodes. Qualquer que seja o capim a ser fenado, a ceifa deve ocorrer quando a planta apresente o maior teor de nutrientes, com 35 a 45 dias de vegetação. Antes  a planta tem umidade demais e depois fica excessivamente fibrosa, perdendo valor nutritivo.

## Uso do feno

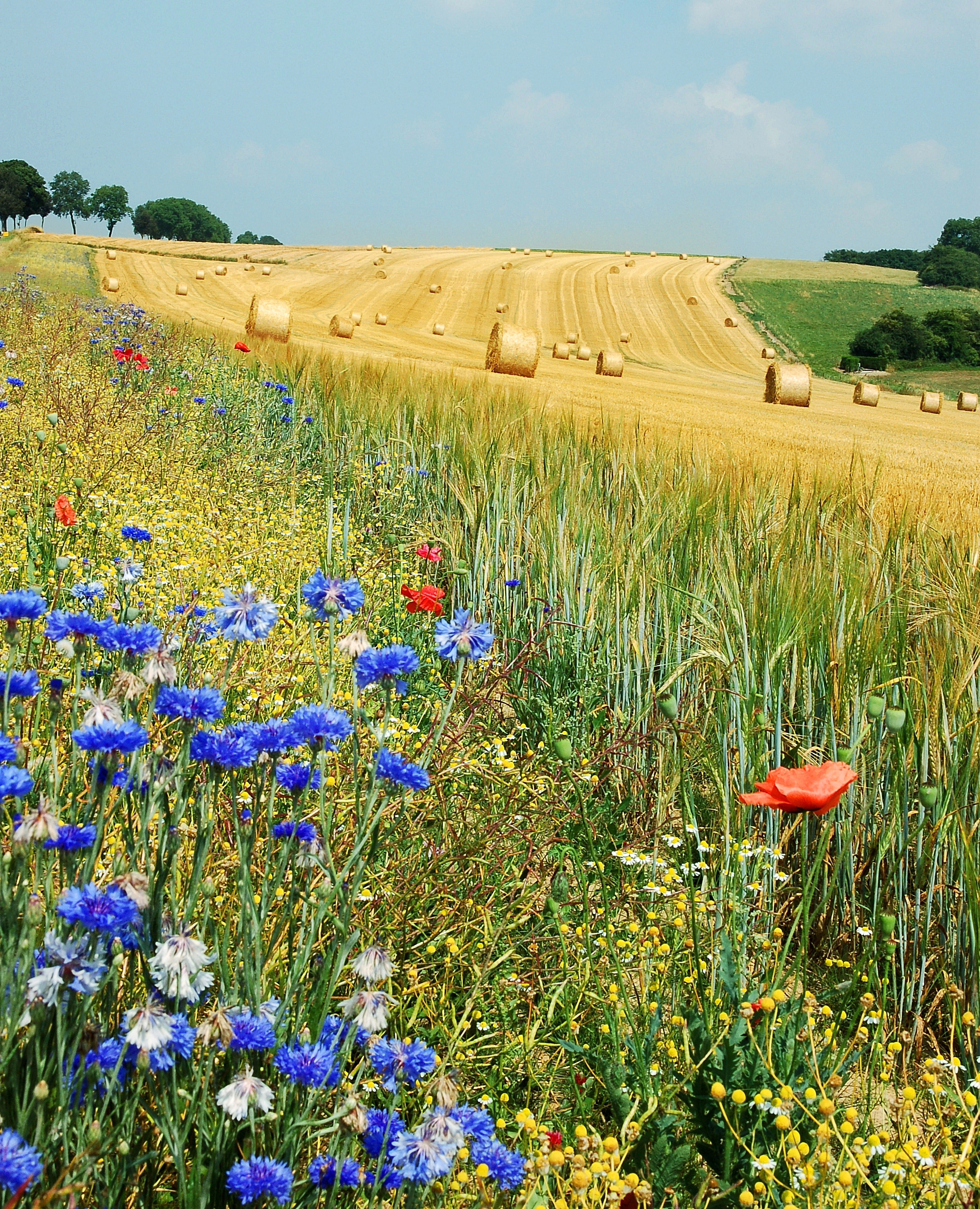
Campo de feno na Bélgica (Hanois).

Em períodos secos ou inverno a pastagem não fornece alimentação farta e qualidade. Visando manter a produtividade, os pecuaristas, utilizam o feno como recurso para manter a produtividade tanto de gado leiteiro quanto de corte.
O feno de melhor qualidade é aquele que provém de forragem cortada no ponto ideal e curada rapidamente, ideal para as categorias mais exigentes do rebanho. Quando "passada" ou toma chuva, o feno apresenta qualidade inferior e deve ser reservado às categorias menos exigentes do rebanho.
Em condições normais, 5 kg de feno por dia são suficientes para suplementar a alimentação de uma vaca adulta. Assim um produtor rural que consegue fenar todo o excedente de capim produzido na estação própria, além de garantir a alimentação de seu rebanho, pode vender o excesso para terceiros desde que tenha um produto de boa qualidade.

## Etapas da fenação

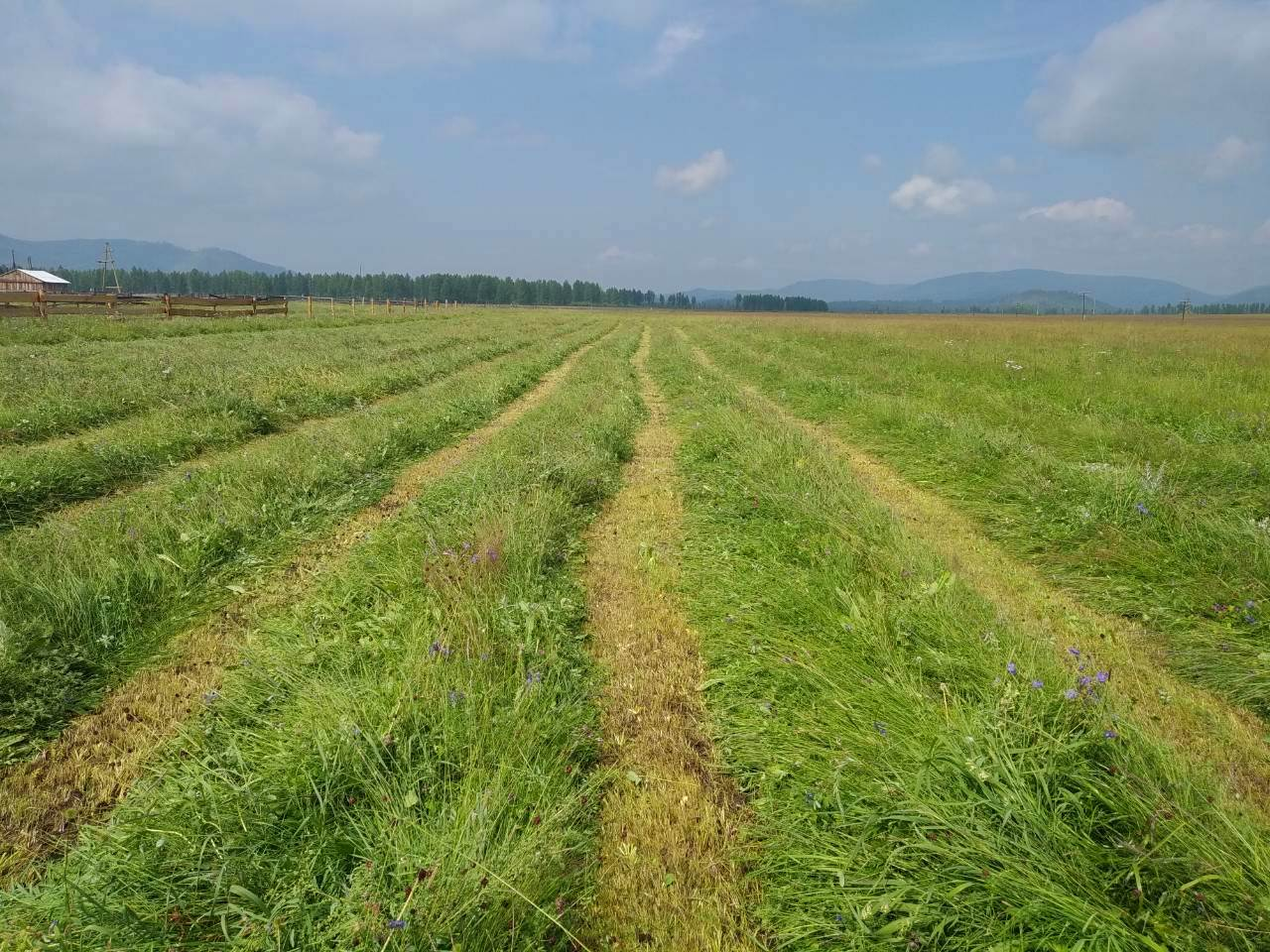
Campo de feno recém-cortado em prados alpinos na região montanhosa de Buriácia.

A velocidade da desidratação é um dos fatores mais importantes para se produzir feno de boa qualidade, em condições meteorológicas adequadas (quente e seco) o feno pode ser produzido em pouco mais de um dia. A fenação consiste em 4 operações:
- Ceifa: deve ser efetuada em condições climáticas adequadas, tempo bom e seco, após o orvalho secar;
- Viragem: após a ceifa o material deve ser virado diversas vezes para facilitar a ação do sol e vento;
- Enleiramento: se ao final do dia o material não estiver seco fazem-se as leiras (ou medas) que serão desfeitas no dia seguintes, em caso de chuva o enleiramento é necessário para evitar que a chuva lave a forragem; e
- Enfardamento.

Na ceifa, a forragem contém aproximadamente 85% de umidade, após as viragens e afofamentos, ela deve atingir 12-15% de umidade que é o chamado "ponto de feno", que se reconhece mediante quando torcendo um feixe da forragem não verta água e ao cravar a unha nos nós dos talos, de onde saem as folhas, este apresente consistência de farinha, sem umidade.
Estando o feno pronto para enfardamento e armazenagem em local ventilado e salvo da chuva.

## Prado de feno
Nas propriedades mecanizáveis deve ser escolhida uma área de solo fértil, plana, e sem tocos, pedras, cupins e formigueiros, e corrigida com calcário e fosfato.
A produtividade e de até 20 toneladas de feno por hectare/ano com adubações de manutenção após cada corte, durante a estação de crescimento da forrageira (estação das águas), observando que a fenação retira grande quantidade de fertilizantes do solo, necessitando de uma adubação correta para a manutenção da produtividade.
Recomenda-se que o prado de feno seja constituído por apenas uma espécie forrageira. Deve-se evitar, também, o rodízio do prado por toda a área ocupada pela pastagem: isso complica a necessária preparação e manutenção do prado.
Plantas invasoras precisam ser combatidas no prado de feno, porque dificultam a desidratação da forragem e diminuem o valor nutritivo do feno.
Na época da seca, o prado de feno, pode receber gado para pastagem visando aproveitar a forragem produzida e, ao mesmo tempo, fazer uma "adubação orgânica", através das fezes e urina dos animais.

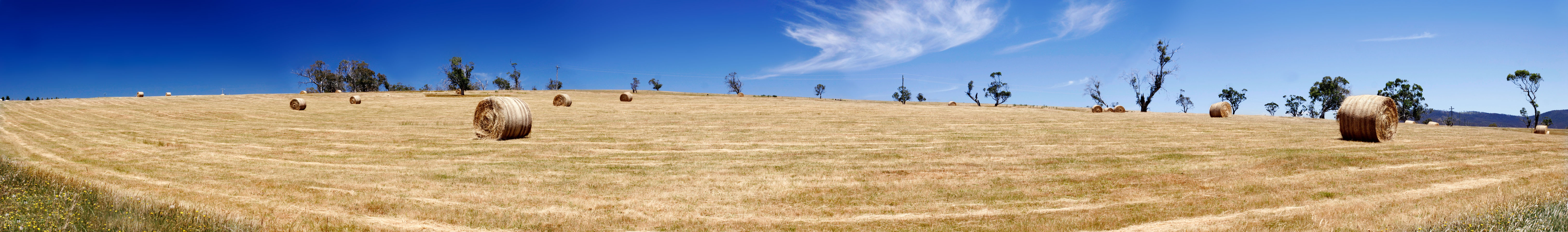
Campo de feno em Victoria, Austrália.